# Saudi-arabische Männer-Handballnationalmannschaft
Die saudi-arabische Männer-Handballnationalmannschaft vertritt den Handballverband Saudi-Arabiens bei internationalen Wettbewerben.
Zu den Erfolgen gehören vier dritte Plätze bei den Asien-Meisterschaften und neun Teilnahmen an Weltmeisterschaften.

## Teilnahme an Asienmeisterschaften
Bei den Asienmeisterschaften belegte das Team Saudi-Arabiens in den Jahren 2002, 2008, 2012 und 2022 jeweils den dritten Platz. Beim Turnier 2024 kam das Team auf Platz 9.

## Teilnahme an Asienspielen
Bei den Asienspielen nahm die Mannschaft bisher siebenmal teil und erreichte 1990 den dritten Platz.

## Teilnahme an Weltmeisterschaften
Das Team nahm an den Weltmeisterschaften in den Jahren 1997 (21. Platz), 1999 (22. Platz), 2001 (21. Platz), 2003 (23. Platz), 2009 (23. Platz), 2013 (19. Platz), 2015 (22. Platz), 2017 (20. Platz), 2019 (21. Platz) und 2023 (29. Platz) teil.

## Trainer
Trainer der Auswahl ist seit Februar 2025 Isidoro Martínez.